# 無道叡智
無道 叡智（むどう えいち、mdo-h、12月9日 - ）は、日本の漫画家。男性。東京都出身。

## 概要
2005年、「秘密忍者 炎月」で『闘姫陵辱 Vol.4』（キルタイムコミュニケーション）よりデビュー。
主に成年向け漫画を執筆し、『COMIC RIN』（茜新社）等を経て、2012年より『コミックエルオー』（茜新社）を中心に活動中。また、成人向け「ショタコン」・「ふたなり」のアンソロジーコミック・同人誌でも執筆している。
同人サークル「chaos-graphixxx」を主宰し、コミックマーケット等の同人誌即売会に参加している。

## 作品リスト

### 成人向け
1. 『新世代美少女捜査官ミーシャ』 （2006年7月12日発売[5]、キルタイムコミュニケーション〈二次元ドリームコミックス〉、ISBN 4-86032-292-4）
2. 『デビロリ』 （2007年7月27日発売[6]、茜新社〈TENMA COMICS〉、ISBN 978-4-87182-931-1）
3. 『すくーるこんぷれっくす』 （2008年11月24日発売[7]、茜新社〈TENMACOMICS RIN〉、ISBN 978-4-86349-039-0）
4. 『ロリレコ -性徴記録-』 （2009年12月25日発売[8]、茜新社〈TENMACOMICS RIN〉、ISBN 978-4-86349-125-0）
5. 『生えてるワタシとツいてる彼女』 （2010年10月28日発売[9]、茜新社〈TENMA COMICS〉、ISBN 978-4-86349-183-0）
6. 『オトメマジックオーケストラ』 （2011年7月28日発売[10]、茜新社〈TENMACOMICS RIN〉、ISBN 978-4-86349-236-3）
7. 『はだいろきぶん』 （2012年12月28日発売[11]、茜新社〈TENMACOMICS LO #126〉、ISBN 978-4-86349-337-7）
8. 『えっくすえす!』 （2014年1月24日発売[12]、茜新社〈TENMACOMICS LO #148〉、ISBN 978-4-86349-409-1）
9. 『ろりちゃらぶ♡』 （2015年4月28日発売[13]、茜新社〈TENMACOMICS LO #173〉、ISBN 978-4-86349-490-9）
10. 『ことなていすと』 （2016年9月27日発売[14]、茜新社〈TENMACOMICS LO #199〉、ISBN 978-4-86349-585-2）
11. 『えっちのスイッチ』 （2017年12月26日発売[15]、茜新社〈TENMACOMICS LO #225〉、ISBN 978-4-86349-677-4）
12. 『双体性おとめ理論』 （2019年12月26日発売[16]、茜新社〈TENMACOMICS LO #263〉、ISBN 978-4-86349-809-9）
13. 『わからせまんまん♥』 （2021年10月28日発売[17]、茜新社〈TENMACOMICS LO #296〉、ISBN 978-4-86349-884-6）
14. 『えちえちでごめんね』 （2023年1月27日発売、茜新社〈TENMACOMICS LO #320〉、ISBN 978-4-86349-927-0）
15. 『ウチらのナカならダイジョーブ♥』 （2024年8月28日発売、茜新社〈TENMACOMICS LO #347〉、ISBN 978-4-86349-981-2）

### 単行本未収録作品
- 好色少年 -COMIC LO 増刊- （茜新社）
  - アシスト （Vol.1 2012年2月）[18]

- アンソロジーコミック
  - フタナリ フタナラー フタナリスト （ふたなりっ娘の世界3、2010年12月、茜新社〈TENMA COMICS〉、ISBN 978-4-86349-191-5）[19]
  - ツインピンクス （ふたなりっ娘の世界5、2012年7月、茜新社〈TENMA COMICS〉、ISBN 978-4-86349-304-9）[20]